# マシュー・ボール
マシュー・ボール（Matthew Ball、1993年12月14日 - ）は、イギリスのバレエダンサー。ロイヤル・バレエ団でプリンシパルを務める。

## 入団まで
リヴァプール生まれで、母はGCSE（General Certificate of Secondary Education、一般中等教育修了試験）のダンス科教師、父も芸術教育に携わっている。6歳でダンスを始め、11歳でロイヤル・バレエ学校ロウアー・スクールに入学。16歳でロイヤル・バレエ学校アッパー・スクールに進学した。2013年に卒業したが、膝の手術のため卒業公演には参加できなかった。

## 入団後
2013/2014年シーズンにロイヤル・バレエ団に入団、2015年にはファースト・アーティスト、 2016年にソリスト、2017年にファースト・ソリストへと矢継ぎ早に昇進した。
2018年3月、『ジゼル』公演で負傷したデイヴィッド・ホールバーグの代役としてアルブレヒト王子役を踊ることになった。このとき、ボールはアルブレヒト王子役で踊ったことは一度しかなく、しかもパートナーのナタリア・オシポワとは一緒に踊ったこともない状態であった。しかしこの代役公演でのパフォーマンスは観客からの喝采を浴び、タイムズのレビューでも賞賛された。そして同年7月にプリンシパルに昇格した。12月には、 サドラーズ・ウェルズ劇場で行われたマシュー・ボーン版『白鳥の湖』で主役のザ・スワン役として32回の公演に出演するため、ロイヤル・バレエ団を休団した。
ボールはこれまでに『白鳥の湖』、『ラ・バヤデール』、『ドン・キホーテ』、アシュトンの『マルグリットとアルマン』やマクレガーの『インフラ』などのバレエで主役を演じてきた。マクミランの『うたかたの恋』では、負傷したダンサーの代役として初のルドルフ皇太子役を演じたが、その準備を2週間もかからず済ませている。また、クリストファー・ウィールドンの『コリュバンテスの遊戯（Corybantic Games）』やマリオットの『The Unknown Soldier』、マーストンの『The Cellist』を初演している。
2020年にはBBCのドキュメンタリー番組『Men at the Barre』で取り上げられ、その年後半には新型コロナウイルス感染症の世界的流行によるロイヤル・オペラ・ハウスの閉鎖明けの初公演において、わずか5日の練習でクリストファー・ウィールドンの『Within the Golden Hour』のパ・ド・ドゥをものにしてマヤラ・マグリと共演した。

## 訳注
1. ↑  GCSEは義務教育の修了試験にあたる。芸術系科目も含まれており、日本でいう音楽や美術以外にダンス、演劇、写真などの科目がある。